# 東大工町
東大工町（ひがしだいくまち）は、徳島県徳島市の町名。現行行政地名は東大工町一丁目から東大工町三丁目。郵便番号は770-0905。

## 地理
徳島市の東部に位置し、新町地区に属する。南新町一丁目から二丁目と住宅地である東山手町一丁目から三丁目に挟まれ、南は大道一丁目、北は新町橋二丁目の商業地に隣接している。第二次世界大戦前は指物大工の職人町であったが、現在は家具商が軒を並べ、その間に仏具商や喫茶店などが点在する。

## 歴史
元は徳島市大工町の一部で1942年（昭和17年）より現在の町名となる。旧大工町のうち新町橋筋から以東、大道に隣接する一帯である。

## 世帯数と人口
2022年（令和4年）9月1日現在の世帯数と人口は以下の通りである。
| 町丁          | 世帯数 | 人口 |
| ------------- | ------ | ---- |
| 東大工町1丁目 | 13世帯 | 19人 |
| 東大工町2丁目 | 15世帯 | 26人 |
| 東大工町3丁目 | 31世帯 | 42人 |
| 計            | 59世帯 | 87人 |

## 小・中学校の学区
市立小・中学校に通う場合、学区は以下の通りとなる。
| 番地 | 小学校             | 中学校             |
| ---- | ------------------ | ------------------ |
| 全域 | 徳島市立新町小学校 | 徳島市立富田中学校 |

## 交通

### 道路
- 国道438号
- 徳島県道136号宮倉徳島線

## 施設
- タカラ本社